# Trachypodopsis serrulata
Trachypodopsis serrulata är en bladmossart som beskrevs av Fleischer 1906. Trachypodopsis serrulata ingår i släktet Trachypodopsis och familjen Trachypodaceae. Inga underarter finns listade i Catalogue of Life.